# Get Down, Make Love
Get Down, Make Love è una canzone dei Queen tratta dall'album del 1977 News of the World.

## La canzone
Scritta da Freddie Mercury, è una delle canzoni che fanno più chiaramente riferimento al sesso del repertorio dei Queen. Introdotta nelle esibizioni live della band immediatamente dopo la sua uscita, rimane un elemento importante in esse fino alla fine dell'Hot Space tour del 1982, sebbene non sia mai stata eseguita interamente, fino ad essere ridotta alla parte iniziale e al ritornello come accompagnamento alla chitarra di Brian May.
Inoltre, gli effetti sonori psichedelici della canzone non sono stati prodotti da un sintetizzatore, ma dalla stessa chitarra di May con l'ausilio di un pedale Electroharmonix Frequency Analyzer, usato molto nelle esibizioni live. Insieme ai gemiti di Mercury, questi offrivano perciò alla band l'opportunità di mostrare tutto il loro potenziale durante i concerti.

## Cover
Una cover della canzone venne eseguita dai Nine Inch Nails ed inserita nel singolo Sin e più tardi, nel 2010, ripresa da Pretty Hate Machine, mentre un'altra venne suonata dal chitarrista degli Extreme, Nuno Bettencourt, in alcuni dei suoi concerti solistici, il più importante dei quali al Mad About Music a Londra nel 1998.